# Новоподільське (Березівський район)
Новоподі́льське — село Раухівської селищної громади у Березівському районі Одеської області в Україні. Населення становить 254 особи. На початку XX сторіччя й до початку 40-х, село відоме як Пьянгорка (згадується в книзі «Списки населенных мест Херсонской губернии 1868 в 1868 году»), Аплаци, Єлізаветка, Максима Горького, Нестеренко, «Пьяногорка I; также Максим Горьки, до 1917 — Херсонская губ., Тираспольский у., Демидовская вол.; в сов. период — Одесская обл., Березовский р-н. Лют. село. В 10 км к юго-зап. от ж.-д. ст. Березовка. Земли 1000 дес. (1918). Жит.: 99 (1906), 62 (1916), 200 (1918), 84 (1926), 96 (1943).
Згідно з даними книги І. І. Ніточко, О. А. Корецька, І. Д. Комаровський "Історія розвитку медицини на Одещині (дореволюційний період)" встановлено, що протягом 1877-1878 років в Одеському повіті вирувала епідемія чуми худоби. Починаючи з 
липня 1877 року до липня 1878 року, чума в Одеському повіті була зафіксована у 70 селищах, тому земському ветеринарному лікарю Гринблату довелося подолати 7000 верст, вживаючи заходів для припинення її розповсюдження, проте епідемія швидко розповсюджувалася. Люди не ізолювали хвору худобу від здорової, а також не закопували померлих тварин.
У наслідок такого ставлення, від епідемії чуми постраждали наступні місцевості: у тому ч.ислі село П'яногірка. В 1912 році до Березівської ветеринарної дільниці належала волость з центром в селі П'яногірка.
Згідно з даними праці Пивовар А. В., Пєший О. І., Шляховий К. В. „Земельні банки Новоросійського краю. Фонди земельних банків Одеського архіву. фонд 249: Земельний банк Херсонської губернії. Опис 1 (1864—1920 рр. справи 2073, 2074) було складено справи про заставу маєтку землевласника Одеського уїзду дворянина Степана Івановича Нестеренко при х. Пьяногорка (12.11.1896-12.12.1896), та дворянина Андрія Івановича Нестеренко (12.11.1896-31.05.1897)“.
На території села жили роди німців-колоністів про яких відомо наступне. Гефле Готліб Христофорович до революції 1917 року мав 20 десятин землі і ще 50 десятин орендував, а також 20 корів та 20 коней (після революції 1917 року мав наділ землі 19 гектар, 40 десятин орендував, 8 коней, 5 корів) користувався найманою працею, був розкуркулений (вилучено борошна пшеничного 4 пуда, ячмінного 7 пудів, кукурудзи 3 пуда, ячменю 9 пудів, вівса 133 пуда) в 1920 році та засуджений за антирадянську агітацію, зрив заходів, що нею проводилися, участь у повстанні Шоку  1919 року, приховування землі і худоби, був позбавлений права голосу до 1927 року та висланий у заслання.
Гефле Карл Христофорович до революції 
917 року мав 120 десятин землі, ще 50 десятин орендував, 20 коней, 20 корів (при розкуркулені був наділ землі 20,87 гектарів, орендував 50 десятин, мав 8 коней та 8 корів), винаймав робочу силу. В 1920 році брав участь в постанні під проводом Шоку, агітував і зривав заходи радянської влади. За ці діяння, а також за приховування землі і худоби був розкуркулений (було вилучено пшеничного борошна – 8 пудів, ячмінного 5 пудів 20 футів, ячменю 24 пуди, вівса 103 пуди, кукурудзи 150 пудів, пшениці 15 пудів), засуджений судом до вислання у заслання та позбавлення права голосу до 1927 року.
Гефле Генріх Христофорович до революції 1917 року мав 120 десятин землі, ще 50 десятин орендував, 20 коней, 20 корів, а також молотильний гарнітур (при розкуркулені був наділ землі 9,5 гектарів, орендував 70 десятин, мав 6 коней та 5 корів), винаймав робочу силу. В 1920 році брав участь в постанні під проводом Шоку, агітував і зривав заходи радянської влади. За ці діяння, а також за приховування землі і худоби був розкуркулений (було вилучено пшеничного борошна – 7 пудів, ячмінного 3 пуди, ячменю 19 пудів, вівса 21 пуд), засуджений судом до вислання у заслання та позбавлення права голосу до 1927 року.
Гефле Фрідріх Фрідрихович до революції 1917 року мав 125 десятин землі, ще 20 десятин орендував, 17 корів (при розкуркулені був наділ землі 22 десятини, орендував 20 десятин, мав 6 коней та 5 корів), винаймав робочу силу. В 1920 році брав участь в постанні під проводом Шоку (організатором на місці), агітував і зривав заходи радянської влади. За ці діяння був розкуркулений (було вилучено пшениці 5 пудів, вівса 3 пуди 20 футів, кукурудзи 32 пуди, проса 4 пуди), засуджений судом до вислання у заслання та позбавлення права голосу до 1927 року.
Гефле Карл Фрідрихович до революції 1917 року мав 100 десятин землі, ще 40 десятин орендував, 16 коней, 18 корів (при розкуркулені був наділ землі 14 десятин, орендував 35 десятин, мав 6 коней та 5 корів), винаймав робочу силу. В 1919 році розстрілював червоноармійців , в 1920 році брав участь в постанні під проводом Шоку, агітував і зривав заходи радянської влади. За ці діяння був розкуркулений (було вилучено ячменю 20 пудів, кукурудзи 20 футів, проса 3 пуди 25 футів), засуджений судом до вислання у заслання та позбавлення права голосу до 1927 року.
Бок Карл Карлович до революції 1917 року мав 120 десятин землі, 20 коней, 15 корів (при розкуркулені був наділ землі 16 десятин, орендував 35 десятин, мав 8 коней та 12 корів), винаймав робочу силу. В 1919 - 1920 роках брав участь в постанні під проводом Шоку, підривав залізничні рейки, щоб затримати червоних, агітував і зривав заходи радянської влади. За ці діяння був розкуркулений (було вилучено пшениці 7 пудів 25 футів, ячменю 14 пудів, вівса 9 пудів 16 футів, проса 14 пудів 30 футів), засуджений судом до вислання у заслання та позбавлення права голосу до 1927 року.
Бок Адам Іоганович до революції 1917 року мав 200 десятин землі та орендував 50 десятин, 40 коней, 32 корови (при розкуркулені був наділ землі 19 десятин, орендував 40 десятин, мав 12 коней та 14 корів), винаймав робочу силу. В 1919 році очолив постання під загальним проводом Шоку, підривав залізничні рейки, щоб затримати червоних, агітував і зривав заходи радянської влади. За ці діяння був розкуркулений (було вилучено ячменю 15 пудів, вівса 5 пудів), засуджений судом до вислання у заслання та позбавлення права голосу до розкуркулення.
останні представники роду встановлені зі слів очевидців, а саме: Бок Йоффет, Марта, Карлина, Криштоф; Саутер Йоффет, Христина, Клара; Пфайфле Фрідріх, Едуард, Елізабет, Ремпольт, Гефле Христиан Фридрихович (народився 1893 року), Гефле Фрідрих Карлович
народився в 1911 г., х. Пяногорка, Березовский р-н, винесено вирок від 23 серпня 1937 р. про відбування 10 років виправно-трудового лагеря, згодом реабілітований (Джерело: Сведения Одесского академического центра (Украина) Номер справи: 19152 — УСБУ в Одеській обл., сайт Меморіал Жертвы политического террора в СССР). Кладовище даного поселення розташовувалось на території між околицею сучасної свиноферми та вулицею Степовою.
В кінці вулиці Весняної (по дорозі в бік села Карнагорове по ліву сторону) приблизно за 700 метрів розташовувався хутір Апласів.
Про його мешканців відомо наступне. Аплас Фріц Генріхович до подій революції 1917 року мав 150 десятин землі, а ще 40 десятин орендував (після революції мав 15 десятин і ще 40 десятин орендував) крім того мав 28 коней, 18 корів, користувався найманою працею. В 1919 році очолив повстання, вів антикомуністичну агітацію, був засуджений комуністичною владою за контрреволюційну діяльність та приховування наділу землі та худоби, був розкуркулений як куркуль 3 групи (вилучено борошна пшеничного 5 пудів, ячмінного 8 пудів, кукурудзяного 4 пуди, вівса 56 пудів, пшениці 15 пудів) та висланий у заслання. Аплас Генріх Генріхович після подій революції 1917 року жив разом з батьком, мав земельний наділ 15 десятин та орендував 50 десятин, мав 7 коней та 8 корів, був засуджений за проведення антирадянської агітації, приховування наділу землі та худоби, участь в повстанні під проводом Шоку, розкуркулений, як куркуль 3 групи (вилучено борошна пшеничного 11 пудів, ячмінного 5 пудів, кукурудзяного 3 пуда, вівса 60 пудів, пшениці 20 пудів) та висланий у заслання.
Неподалік села знаходяться рештки німецького хутора Падурець (Пазурці, П'яногорка ІІ).
Згідно довідника Центрального статистичного управління УСРР. Національні меншості на Україні (реєстр мелеш). Видавництва Харків 1925 року. Станом на 1924 рік хутір П'яногорка І відносився до Чорногорської сільської ради і в ньому проживало 58 мешканців, з них 9 німців ( для порівняння в П'яногорці II проживало 44 мешканці, з них 6 німці).
Станом на 1924  рік хутір П'яногорка відносився до Чорногорської сільської ради 
￼
В середині 1930-х років до села Новоподільське приєднано було хутір Денинисівка — сучасна вулиця Денисівська.
Що стосується колективізації, то дізнаємося з документу „Справка № 380368 ИНФО ОГПУ о противодействии кулачества коллективизации на Украине. По материалам на 20 января 1930 г.“ (Совершенно Секретно»: Лубянка Сталину о положении в стране (1922—1934 гг), т.8, ч.1, 1930 г., архив ЦА ФСБ Ф. 2. Оп. 8. Д. 677. Л. 124—135 Москва, 2008 Стр. 679—687) про наступне: «В хут. Пьяно-Горка группа кулаков ведет подрывную работу против организации коллектива. Кулаки открыто выступают с такими заявлениями: „Пусть не принуждают вас коллективизироваться … Это дело добровольное, а, между тем, вас втягивают в колхозы под нажимом“.»
Проте згідно даних статті Володимира Таліщака «Сюди, люди добрі, біжіть, бо вже приїхали грабувати» справа виглядала зовсім по-іншому.
У Березівському районі тодішньої Одеської округи уже станом на березень 1929 року було усуспільнено 62,7 % господарств. Ще у 1928 році в районі на базі радгоспу ім. Т.Шевченка була створена перша в країні МТС, у складі якої було сотні тракторів. Проте подальша суцільна колективізація, що розпочалася наприкінці 1929 року, наштовхнулася на опір місцевих селян, особливо заможних мешканців хуторів.
На початку 1930 року почалося створення артілі ім. М.Горького із центром на хуторі П'яногірка, до якої змушували вступати і мешканців Денисівки та 2-ї Новосілки. Одночасно, частину земель Новосілки владою було передано згадуваній МТС ім. Т.Шевченка. Усе це викликало обурення мешканців хуторів. І у січні 1930 р. ДПУ зафіксувала як прояви «куркульської агітації» розмови селян П'яногірки про примусовий вступ до колгоспу.
На початку березня до артілі змусили вступити частину мешканців Новоселівки та Денисівки. Проте вже «за кілька днів», вочевидь, після появи відомої статті Й.Сталіна, вони вийшли із неї, забравши «самоправно», як відзначається в обвинувачувальному висновку, своє майно та коней. Виступаючи на зборах артілі, денисівчанин Митрофан Денисенко переконував присутніх, що колгоспи — це новітня панщина. А забирати своє майно селянам довелося фактично з боєм. 18 березня 1930 року денисівчани, до яких приєднались і мешканці Новосілки, влаштували своєрідну демонстрацію протесту під Карнагорівською сільрадою, протестуючи проти насильницької колективізації та відібрання земель для МТС.
Тридцятидворічний Дмитро Кирилович Денисенко, який, обіймаючи посаду уповноваженого сільради по хутору, стояв на чолі громади, відіграв значну роль в подальшій організації спротиву владі. Слідчі ДПУ у своєму обвинувачувальному висновку підкреслили, що уповноважений, замість того, щоб сприяти сільраді при виконанні її представниками різних завдань у Денисівці — щоразу, замість запрошення понятих, скликав усе село для вчинення спротиву".
Через кілька днів селяни влаштували справжню блокаду МТС, два дні не даючи можливості тракторам вийти на поле, яке було відібране у селян Новосілки
Протягом наступних місяців мешканці Новосілки та Денисівки чинили спротив намаганням влади відібрати майно розкуркулених односельців чи арештувати активних учасників протестів. При появі на хуторі міліціонерів чи представників влади новосільчани відразу збирались, озброюючись чим попало — лопатами, сапами, дрючками — і проганяли непроханих гостей. Зокрема, неодноразово із хутора доводилось втікати міліціонеру Ільчуку, якого посилали чи відбирати худобу, чи описувати майно засуджених селян.
За активний спротив колективізації хуторів Денисівка і Новосілки 2 (нині село Новоселівка) активних учасників протесту було заарештовано.
Слідство тривало менше місяця і вже 7 листопада 1930 року, до чергової річниці так званої Жовтневої революції слідчими ДПУ був підготовлений обвинувачувальний висновок у справі 19 мешканців (10 чоловіків та 9 жінок) хуторів Денисівка та Новоселівка 2-га, обвинувачених в організації та участі в масовому спротиві владі. Жоден із звинувачених своєї вини не визнав. Проте 27 грудня 1930 року Судовою трійкою при колегії ДПУ УСРР трьох новоселівців: Миколу Ведмєдєва, Андрія Піженка та Павла П'ясецького було засуджено до розстрілу. Дмитра Денисенка засудили до 10-річного ув'язнення в концтаборах. Інші були засуджені від 3 до 8 років концтаборів або до заслання на Північ.
Виступ денисівських і новоселівських селян надовго запам'ятався чекістам. «В період колективізації в с. Новоселівка спалахнуло куркульське повстання під керівництвом Піженко. Повстання було подавлено і ліквідовано», — відзначали вони у 1950 році у таємному паспорті-характеристиці області. У роки хрущовської «відлиги» прокуратура відмовлялася реабілітувати учасників виступу. Усі засуджені у цій справі були реабілітовані аж 16 грудня 1989 року.
Під час Німецько-радянської війни було окуповане німецькими військами. Пізніше село знаходилося під керівництвом румунської адміністрації. Звільнене 1 квітня 1944 14Гв ККК. У селі поховані залишки двох офіцерів Червоної армії, що загинули в 1941 році. Приблизно відомо, що вони були молодшими лейтенантами, а один з них — Степан Міщук, прізвище встановлено зі слів очевидців.
Відповідно розпорядження голови Одеської обласної державної адміністрації від 19.05.2016 року № 298/А-2016 «Про перейменування об'єктів топономіки у населених пунктах Одеської області» та відповідно до Закону України «Про засудження комуністичного та націонал-соціалістичного (нацистського) тоталітарних режимів в Україні та заборону пропаганди їхньої символіки» вулицю Леніна перейменовано на вулицю Шевченка, а вулицю Радянської армії перейменовано на вулицю Весняна.

## Населення
Згідно з переписом 1989 року населення села становило 269 осіб, з яких 107 чоловіків та 162 жінки.
За переписом населення 2001 року в селі мешкали 254 особи.

### Мова
Розподіл населення за рідною мовою за даними перепису 2001 року:
| Мова       | Чисельність | Відсоток |
| ---------- | ----------- | -------- |
| українська | 239         | 94,09%   |
| російська  | 11          | 4,35%    |
| білоруська | 1           | 0,39%    |
| вірменська | 1           | 0,39%    |
| румунська  | 1           | 0,39%    |
| інші       | 1           | 0,39%    |
| Усього     | 254         | 100%     |

## Відомі люди
У селі народився та провів дитячі роки Заслужений художник України, який працював на Волині, Микола Петрович Гевелюк (1935—1999 рр.).